# Warabi, Saitama
Warabi (蕨市 Warabi-shi) là một thành phố thuộc tỉnh Saitama, Nhật Bản.